# Philibert Mariën
Jan Baptist Philibert (Philibert) Mariën (Mechelen, 8 april 1863 – aldaar, 5 augustus 1942) was een Belgisch acteur, zanger en theatermaker.
Mariën was een van de bekendste Mechelaars. Hij was klein van gestalte, men noemde hem 'Mariënneke'. In 1882 trouwde hij met Maria Theresia Crols, die in 1887 overleed. Hij hertrouwde in 1889 met actrice Elisabeth Bonaugure, zus van Karel Bonaugure, met wie hij drie kinderen kreeg: Deodaat, Julien en Adrienne. Hij was een vrijdenkend man. In preutse katholieke kringen werd hij niet aanvaard.

## Werk
In de Polderstraat in Mechelen had Mariën een atelier waar hij Chinese meubelen met figuren en motieven beschilderde. Zwart, rood en goud waren zijn lievelingskleuren. Deze activiteit maakte van hem een welgesteld man.

## Toneel
Vanaf 1880 was Mariën acteur bij toneelkring 'de Dijlezonen'. In 1880 vertolkte hij de hoofdrol in de toenmalige kaskraker 'De twee wezen'. In 1926 werd hij erevoorzitter van deze toneelvereniging. In 1938/1939 verwierf hij een onderscheiding voor zijn toneelprestaties bij 'De Dijlezonen'. Net voor de Tweede Wereldoorlog uitbrak speelde hij mee in de 'De wonderdokter', het laatste toneelstuk waarin hij figureerde.
In 1892 kreeg hij de Prijs Des Konings voor de kundige, getrouwe weergave van 'De Nar' in een optocht, ingericht door de Burgerkring uit Antwerpen. Hij liep ook als 'nar' in de Mechelse Hanswijkcavalcade.
In 1907 won hij de eerste prijs in de internationale toneelwedstrijd die was uitgeschreven ter gelegenheid van het vijfentwintig jaar bestaan van de Koninklijke Letterlievende Vereeniging J.J. Cremer te Haarlem.
Samen met zijn vrouw, die actrice was, bouwde hij een toneelcarrière uit. Hij vertaalde toneelstukken naar het Nederlands. De grootste bekendheid verwierf hij met zijn opvouwbaar theatertje. Mariën en zijn echtgenote Elisabeth Bonaugure traden ermee op in binnen- en buitenland. Zij staken hun hoofd door een opening in het doek dat als decor diende en bewogen met staafjes de handen van de poppen. Het waren marionetten met echte mensenhoofden waarmee ze sketches opvoerden. De poppen en klederen werden gemaakt door Bonaugure, die een goede naaister was. Dit marionettentheater valt nog steeds te bezichtigen in het Speelgoedmuseum Mechelen.

## Zang
Mariën was naast acteur ook zanger-cabaretier. In 1900 bracht hij de liederenbundel 'Kluchtliederen' uit. Hij behaalde in Gent met de zelfgeschreven kluchtzang 'Een huwelijksrefrein' de eerste prijs in een internationale prijskamp. Volkszanger Wannes Van de Velde heeft een van zijn kluchtliederen 'Jef heeft mij een chic gerefuseerd' gezongen.

## Nakomelingen
Bij de nakomelingen van Philibert Mariën kwamen zijn artistieke talenten terug:
- Anne Mariën, schilderkunst
- Silvia Mariën, keramiekartieste
- Ruth Mariën, dramaturg
- Freek Mariën, schrijver en theatermaker
- Kirsten Mariën, actrice en theaterauteur
- Anne Van Steenwinkel, muziekproducer, componist en musicus.
- Bert van Steenwinkel, muzikant
- Robbe Willems, jazzpianist